# Allison Robertson
Allison Rae Robertson (nacida el 26 de agosto, de 1979 en North California, California) es la guitarrista del grupo de rock estadounidense The Donnas.

## Inicios
Allison proviene de una familia musical porque su padre Baxter Robertson es músico y escribió la canción Feel the night (Siente la noche en español) para la B.S.O de "Karate Kid". Mientras que su madre, Lisa Jiménez trabajó para A&M Records y otras discografías musicales en Los Ángeles en los años 80 antes de que se trasladaran a Palo Alto, California.
Aparte de eso, Allison también tiene una hermana menor llamada Emily Robertson con la que tiene un pequeño dúo de música punk rock llamado Elle Rae, el nombre proviene de la combinación del segundo nombre de las hermanas, Rae de Allison y Elle de Emily. Solo han grabado dos canciones que se pueden escuchar en su sitio MySpace.

### Música
Allison se mudó a Palo Alto a una edad muy joven y en séptimo conoció a la baterista del grupo, Torry Castellano a la que le invitó a que se uniera a su grupo junto a la bajista del grupo, Maya Ford y a la vocalista del grupo, Brett Anderson.
Robertson empezó a tocar la guitarra a los 12 años de edad, su primera guitarra fue una Fender Telecaster para después venderla y comprar una Gibson. El grupo empezó a hacer giras después de salir de la preparatoria y lo siguen haciendo hasta hoy.

### Elle Rae
Allison tiene un dúo junto a su hermana menor, Emily Robertson, que se llama Elle Rae. Allison toca el bajo mientras que su hermana Emily toca los teclados. Ambas cantan juntas en el dúo. Tiene dos canciones que se pueden escuchar en su MySpace que se titulan "In the end" (Al final en español) y "Six mouth in a Leaky Boat" (Seis meses en un barco de fugas en español)
En mayo de 2007, Allison creó su propio programa titulado Fun in the dugeon with Allison Robertson (Diversión en el calabozo con Allison Robertson en español). Se estrenó en la radio por internet Women Rock Radio.

## Vida personal
Allison es la única del grupo que se ha casado. Se casó en el año 2000, a los 21 años de edad con un chico de sonido de The Donnas; sin embargo se divorció antes de que saliera el sexto álbum del grupo llamado Gold Medal, lanzado el 26 de octubre de 2004. Actualmente sale con el guitarrista de la banda Rooney, Taylor Locke.
Allison aparece en el libro Sex Tips from Rock Stars de Paul Miles en el que varios músicos dan consejos, cuentan experiencias y dan a conocer cómo es la vida de un músico en el aspecto sexual.